# Asienspiele 2002/Squash
Bei den Asienspielen 2002 in Busan fanden vom 30. September bis 4. Oktober 2002 im Squash zwei Wettbewerbe statt. Austragungsort war das Yangsan College.

## Einzel

### Herren
| Platz | Land              | Sportler                         |
| ----- | ----------------- | -------------------------------- |
| 1     | Malaysia          | Ong Beng Hee                     |
| 2     | Pakistan          | Mansoor Zaman                    |
| 3     | Pakistan Malaysia | Shahid Zaman Mohd Azlan Iskandar |

### Damen
| Platz | Land              | Sportlerin               |
| ----- | ----------------- | ------------------------ |
| 1     | Hongkong          | Rebecca Chiu             |
| 2     | Malaysia          | Nicol David              |
| 3     | Südkorea Malaysia | Lee Hai-kyung Sharon Wee |

## Medaillenspiegel
| Platz | Land     | Gold | Silber | Bronze | Gesamt |
| ----- | -------- | ---- | ------ | ------ | ------ |
| 1     | Malaysia | 1    | 1      | 2      | 4      |
| 2     | Hongkong | 1    | —      | —      | 1      |
| 3     | Pakistan | —    | 1      | 1      | 2      |
| 4     | Südkorea | —    | —      | 1      | 1      |